# 埃德温·卡尔 (田径运动员)
埃德温·卡尔（英語：Edwin Carr，1928年9月2日—2018年3月25日），澳大利亚男子田径运动员。他曾代表澳大利亚参加1950年英联邦运动会田径比赛，获得二枚金牌。他也曾参加1952年夏季奥运会。